# Kanehekili
Kanehekili è un centro eruttivo presente sulla superficie di Io.